# Verrandi
Verrandi (I Veràndi in dialetto locale) è una frazione del comune di Ventimiglia, da cui dista circa 8 km.

## Storia
La fondazione risale al XVII secolo: il primo insediamento, secondo Storia di Dolceacqua di Girolamo Rossi, si attesta nel 1696, quando alcuni membri della famiglia Verrando si trasferì nel paese da Dolceacqua, che tuttavia dapprima si chiamò San Lorenzo. Un toponimo simile a quello attuale è attestato nel 1861, quando la località fu citata come "I verandi" nella Carta topografica del Regno Sardo del 1861.

## Luoghi di interesse
- Mulino del XVII secolo.
- Chiesetta di Sant'Ignazio, del XVII secolo.
- Chiesa di San Lorenzo (1880).

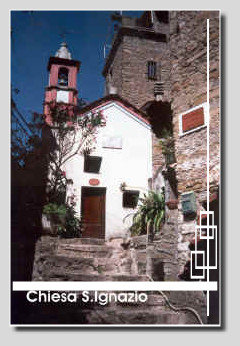
Chiesa di Sant'Ignazio

## Feste del paese
- 1º febbraio: Sant'Ignazio
- 18 marzo: Madonna della Misericordia
- 10 agosto: San Lorenzo (festa patronale)
- 26 settembre: Santa Giusta